# Кайбічево
Ка́йбічево (рос. Кайбичево, ерз. Кайбичево) — село у складі Дубьонського району Мордовії, Росія. Входить до складу Ардатовського сільського поселення.

## Населення
Населення — 214 осіб (2010; 365 у 2002).
Національний склад (станом на 2002 рік):
- росіяни — 88 %